# Giải Robert
Giải Robert là một giải thưởng điện ảnh của Viện Hàn lâm Phim Đan Mạch (Danmarks Film Akademi) trao hàng năm cho các thành tựu về điện ảnh trong năm trước đó. Giải này gồm nhiều thể loại khác nhau, được thành lập từ năm 1984. Tên giải được gọi theo tên nghệ sĩ tạo ra bức tượng nhỏ của giải là nhà điêu khắc Robert Jacobsen.

## Các thể loại giải Robert
- Giải Robert cho phim Đan Mạch hay nhất
- Giải Robert cho phim trẻ em và phim gia đình hay nhất
- Giải Robert cho đạo diễn Đan Mạch xuất sắc nhất
- Giải Robert cho nam diễn viên chính xuất sắc nhất
- Giải Robert cho nữ diễn viên chính xuất sắc nhất
- Giải Robert cho nam diễn viên phụ xuất sắc nhất
- Giải Robert cho nữ diễn viên phụ xuất sắc nhất
- Giải Robert cho kịch bản gốc hay nhất
- Giải Robert cho nhạc phim hay nhất
- Giải Robert cho ca khúc trong phim hay nhất
- Giải Robert cho quay phim xuất sắc nhất
- Giải Robert cho biên tập
- Giải Robert cho thiết kế trang phục
- Giải Robert cho hóa trang
- Giải Robert cho âm thanh
- Giải Robert cho dàn dựng cảnh
- Giải Robert cho hiệu ứng đặc biệt/ánh sáng
- Giải Robert cho phim Mỹ hay nhất
- Giải Robert cho phim không phải của Mỹ
- Giải Robert cho phim tài liệu dài hay nhất
- Giải Robert cho phim tài liệu ngắn hay nhất
- Robert cho phim hư cấu ngắn - hoặc phim hoạt họa
- Giải Robert danh dự

## Các giải đã ngừng trao
- Giải của khán giả bầu chọn
- Giải cho phim truyện ngắn